# Integral de Tchebychev

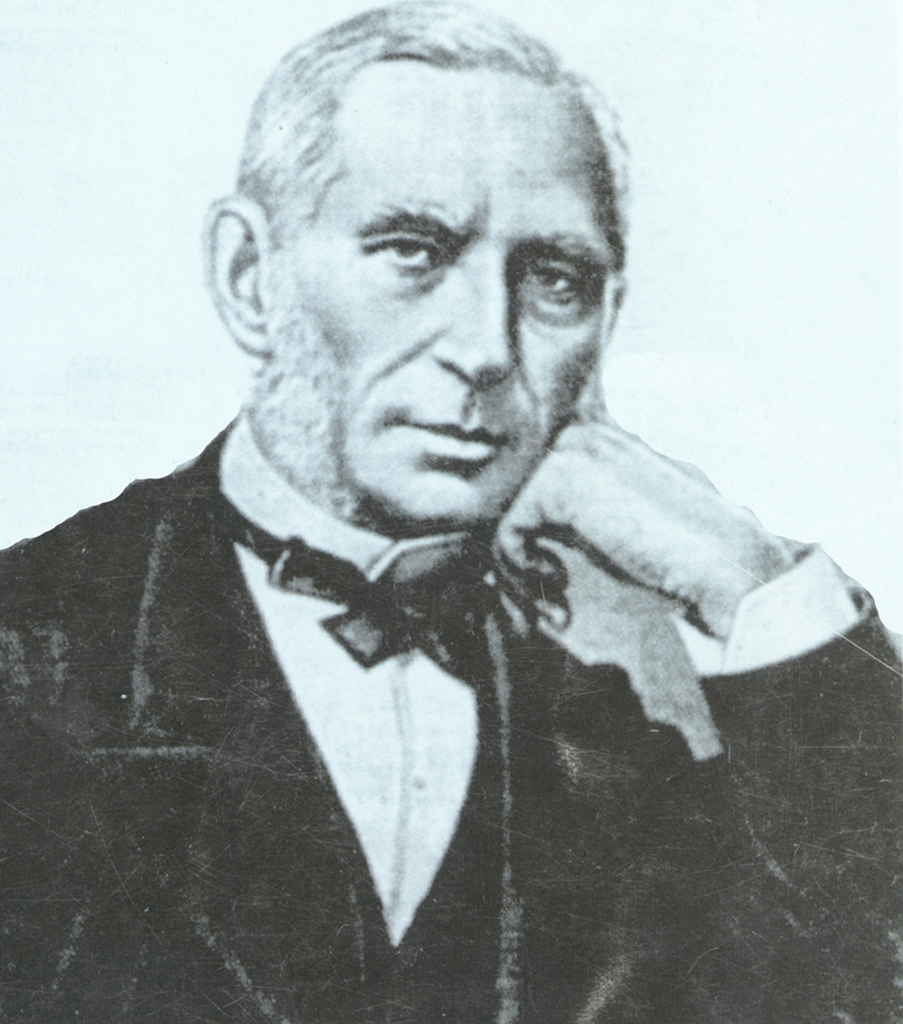
Pafnuty L. Chebyshev — (1821-1894)

A Integral de Tchebychev é formulada por
Teorema — {\displaystyle \int x^{p}(1-x)^{q}dx=B(x;1+p,1+q)}
onde {\displaystyle B(x;a,b)} é a função beta incompleta.

## Teorema de integração dos binômios diferenciais
Tchebychev demostrou que as integrais indefinidas binômicas da forma:
{\displaystyle \int x^{m}(a+b\,x^{n})^{p}dx}
onde {\displaystyle a} e {\displaystyle b} são números reais e {\displaystyle m}, {\displaystyle n} e {\displaystyle p} são números racionais, não podem ser expressos em termos de funções elementares para qualquer {\displaystyle m}, {\displaystyle n} e {\displaystyle p}, exceto no caso em que (pelo menos) uma das condições é satisfeita:
{\displaystyle p} é um número inteiro;
Expande-se {\displaystyle (a+b\,x^{n})^{p}} pela fórmula binomial, escrevemos o integrando como uma função racional dos radicais simples {\displaystyle {\sqrt[{c}]{x^{i}}}=x^{\frac {i}{c}}}. Então a substituição {\displaystyle x=t^{r}}, onde {\displaystyle r} é o maior de todos os denominadores {\displaystyle c}, removerá completamente os radicais.
{\displaystyle {\frac {m+1}{n}}} é um número inteiro;
Substitui-se {\displaystyle a+b\,x^{n}=t^{k}} onde {\displaystyle k} é o denominador de {\displaystyle p}, ou seja, {\displaystyle x={\sqrt[{n}]{\frac {t^{k}-a}{b}}}} e {\displaystyle x^{m}={\biggl (}{\frac {t^{k}-a}{b}}{\biggr )}^{\frac {m}{n}}}.
{\displaystyle p+{\frac {m+1}{n}}} é um número inteiro.
Substitui-se {\displaystyle ax^{-n}+b=t^{k}} onde {\displaystyle k} é o denominador de {\displaystyle p}.
Caso nenhuma condição seja satisfeita, a não função não pode ser representada por funções elementares.

### Exemplo
- {\displaystyle \int x^{3}(1+2x^{2})^{-{\frac {3}{2}}}dx},[4] onde {\displaystyle p=-{\frac {3}{2}}}, {\displaystyle n=2} e {\displaystyle m=3}, ou seja, {\displaystyle {\frac {m+1}{n}}={\frac {3+1}{2}}=2}.

Logo, {\displaystyle 1+2x^{2}=z^{2}\longrightarrow x={\sqrt {\frac {z^{2}-1}{2}}}\longrightarrow dx={\frac {1}{\sqrt {2}}}{\frac {z}{\sqrt {z^{2}-1}}}dz} .
Assim, {\displaystyle F(x)=\int {\bigg (}{\frac {z^{2}-1}{2}}{\biggr )}^{\frac {3}{2}}(z^{2})^{-{\frac {3}{2}}}z(z^{2}-1)^{-{\frac {1}{2}}}dz={\frac {1}{4}}\int z^{-2}(z^{2}-1)dz={\frac {1}{4}}\int {\biggl (}1-{\frac {1}{z^{2}}}{\biggl )}dz={\frac {1}{4}}{\biggr (}z+{\frac {1}{z}}{\biggr )}+C={\frac {1}{4}}{\biggr (}{\sqrt {1+2x^{2}}}+{\frac {1}{\sqrt {1+2x^{2}}}}{\biggr )}+C.}